# Бобков, Юрий Анатольевич
Юрий Анатольевич Бобков (род. 28 сентября 1975) — украинский шашист, чемпион мира по международным шашкам в формате блиц в составе команды сборной Украины (2017), неоднократный призёр чемпионатов мира в составе команды сборной Украины,чемпион Европы (2023), серебряный (2022) и дважды бронзовый призёр командного чемпионата Европы, чемпион и многократный призёр чемпионата Украины по международным шашкам в разных версиях. Мастер международной федерации по шашкам (MF). Многократный чемпион Запорожской области.
Участники финала Чемпионата мира среди мужчин 2023 год на Кюрасао.
Секундант на матче, за звание Чемпиона мира Аникеев - Гронендєйк (Вагенинген, Нидерланды 2024 год), в составе команды Anikeev Team.
Основатель, спонсор и организатор международного турнира по шашкам Запорожская сечь. Меценат.
Футбол.
Воспитанник ФК Металлург Запорожье.
Участник сборной журналистов Украины по футболу.
Участник команд Привоз, Принт-Лайн, Рынок плюс в Запорожской лиге футзала.
Основатель газет «Рынок плюс», «Реклама», «Работа и учеба» и Рекламного бюро «Эверест», Рекламной группы «Евро Медиа». Владелец компаний Sound Market, SMI Market, интернет магазина stend.zp.ua, запорожской доски объявлений zdo.zp.ua.
Член совета директоров Содружества рекламно-информационных изданий Украины.
Член Союза журналистов Украины.
Один из первых рекламистов в Запорожье.